# Dolbina davidis
Dolbina davidis är en fjärilsart som beskrevs av Charles Oberthür 1880. Dolbina davidis ingår i släktet Dolbina och familjen svärmare. Inga underarter finns listade i Catalogue of Life.